# Busta Rhymes
Trevor Tahiem Smith, Jr. ismertebb nevén Busta Rhymes (Brooklyn, New York, USA, 1972. május 20.) Grammy-díjra jelölt jamaicai-amerikai rapper, dalszerző, színész.

## Élete
East Flatbushban, Brooklynban született jamaicai szülők, Cherry Green és idősebb Trevor Smith gyermekeként. Zenei pályafutását 17 évesen kezdte a Leaders of the New School tagjaként. 1989-ben felvették a Future Without a Past című albumukat, amit 1991-ben jelentettek meg az Elektra Records jóvoltából. Két évvel később 1993-ban kiadták második albumukat a T.I.M.E. (The Inner Mind's Eye)-t. A belső ellentétek és Busta Rhymes növekvő népszerűsége miatt a csapat feloszlott.
Rhymes 1996-ban szólókarrierbe kezdett, kiadta első kislemezét, a Woo Hah!! Got You All in Check-et, majd ezt követte a The Coming című album, amely platinalemez lett. 1997-ben jelent meg második albuma a When Disaster Strikes, melyről két kislemez jelent meg a Put Your Hands Where My Eyes Could See és a Dangerous. 1998-ban jelent meg az album harmadik kislemeze a Gimme Some More, amely a brit kislemezlistán 5. lett 1999 januárjában. Élvezte a transzatlanti sikert, majd áprilisban duettet énekelt Janet Jacksonnal, a What's It Gonna Be?! bekerült az amerikai és az angol Top 10-be. Az album érdekessége továbbá, hogy Rhymes a Iz They Wildin Wit Us & Gettin' Rowdy Wit Us? című számban először rappel, a dalban közreműködött Mystikal is.
2000-ben lemezszerződést írt a J Records-cal, majd egy év múlva kiadta bibliai témájú Genesis című albumát, amelyen olyan neves előadók működtek közre, mint Mary J. Blige, P. Diddy, Kelis és sokan mások. 2002-ben, Rhymes kiadta hatodik nagylemezét az It Ain't Safe No More-t, amelyen szerepel a Mariah Carey-vel készült duett az I Know What You Want is. Az album megjelenése után Rhymes elhagyta a J Records-ot és Dr. Dre kiadójához, a Aftermath Entertainment-hez szerződött.
Hetedik stúdióalbuma, a The Big Bang, volt az első karrierje során, amely #1 lett. A nagylemez több mint 209 000 példányban kelt el és az első héten megszerezte első helyet a Billboard Top 200-as listán. 2008. július 17-én Rhymes elhagyta a Interscope/Aftermath kiadót, Jimmy Iovine-nal való nézeteltérése miatt.
A Back on My BS, a nyolcadik stúdióalbuma, 2009. május 19-én jelent meg, a Universal Motown kiadónál. Az album a Billboard 200-as listán az #5 helyen debütált, 56 000 eladott példánnyal.

## Diszkográfia
- The Coming (1996)
- When Disaster Strikes (1997)
- E.L.E. (Extinction Level Event): The Final World Front (1998)
- Anarchy (2000)
- Genesis (2001)
- It Ain't Safe No More (2002)
- The Big Bang (2006)
- Back on My B.S. (2009)
- Year of the Dragon (2012)
- Extinction Level Event 2: The Wrath of God (2020)

## Filmográfia
(Magyarországon ismert filmjei)
| Év   | Cím                    | Eredeti cím             | Szerep         |
| ---- | ---------------------- | ----------------------- | -------------- |
| 2002 | Halloween – Feltámadás | Halloween: Resurrection | Freddie Harris |
| 2001 | Balhé a mosodában      | The Wash                | zene           |
| 2000 | Fedezd fel Forrestert! | Finding Forrester       | Terrell        |
| 2000 | Shaft                  | Shaft                   | Rasaan         |
| 1995 | Megoldatlan egyenletek | Higher Learning         | Dreads         |

## Fordítás
- Ez a szócikk részben vagy egészben  a   Busta Rhymes című angol Wikipédia-szócikk fordításán alapul.  Az eredeti cikk szerkesztőit annak laptörténete sorolja fel. Ez a jelzés csupán a megfogalmazás eredetét és a szerzői jogokat jelzi, nem szolgál a cikkben szereplő információk forrásmegjelöléseként.

## Külső hivatkozások
- Hivatalos honlap Archiválva 2012. május 14-i dátummal a Wayback Machine-ben
- Busta Rhymes a PORT.hu-n (magyarul)
- Busta Rhymes a MySpace-en
- Busta Rhymes Archiválva 2009. december 21-i dátummal a Wayback Machine-ben